# Xyris araracuarae
Xyris araracuarae är en gräsväxtart som beskrevs av Bassett Maguire och Lyman Bradford Smith. Xyris araracuarae ingår i släktet Xyris och familjen Xyridaceae. Inga underarter finns listade i Catalogue of Life.